# Nera (flod i Rusland)
 For alternative betydninger, se Nera. (Se også artikler, som begynder med Nera)
Nera (russisk: Нера, tr. Nera; jakutisk: Ньара, tr. Nara) er en flod i Republikken Sakha i Rusland. Den er en højre biflod til Indigirka, og dannes ved samløbet af floderne Deljankir og Khudzjakh, fra sammenløbet til udmundingen i Indigirka er Nera 196 km lang. Den samlede vandvej Nera-Deljankir er 331 km lang, og har et afvandingsareal på 24.500 km². Floden fryser til i oktober og er islagt til maj/juni. Den løber sammen med Indigirka i guldminebyen Ust Nera. Den føderale vej Kolymavejen løber på en strækning langs Nera.